# El Tacón de la Chancleta

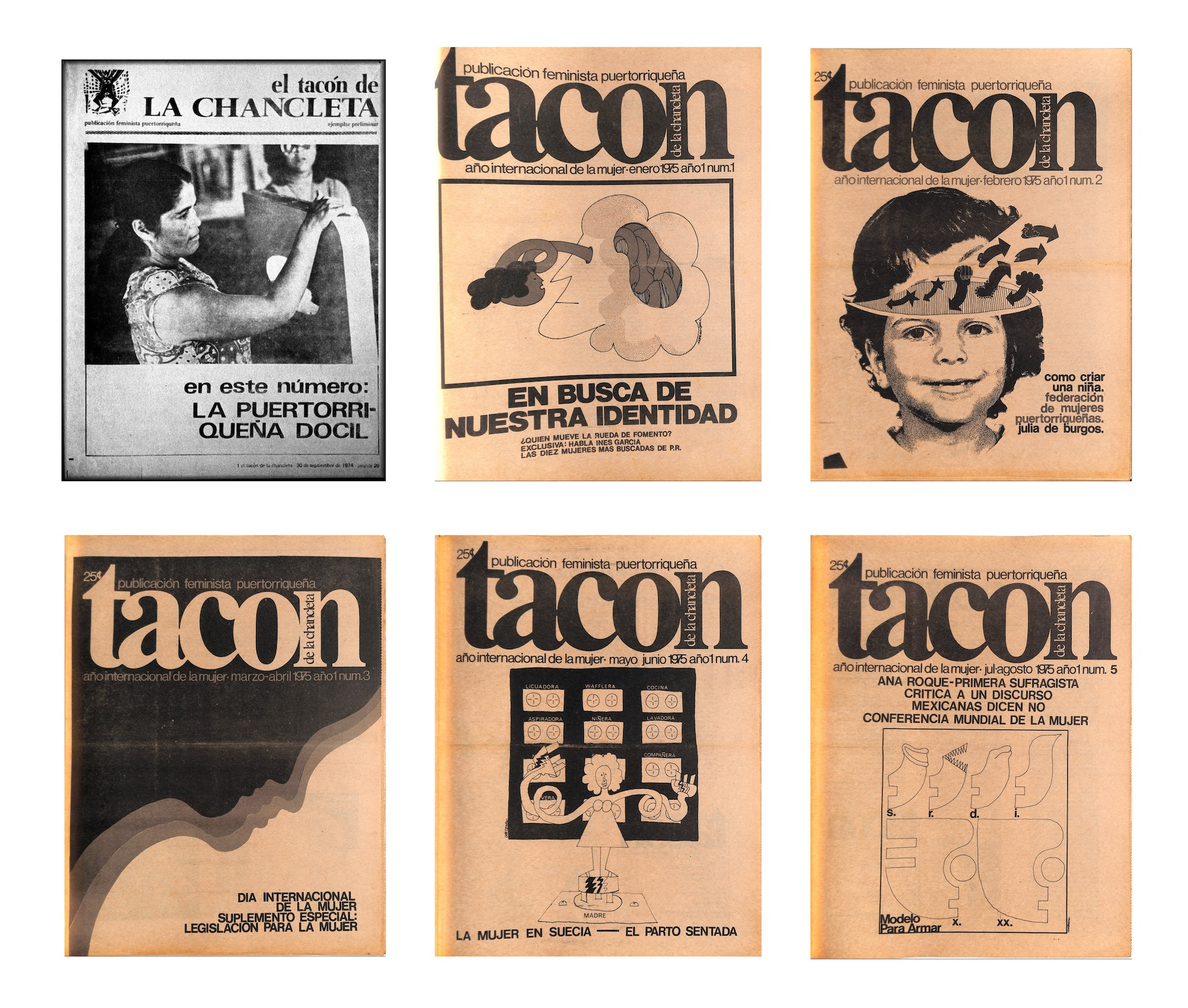
Una imagen de todas las ediciones del Tacón de la Chancleta

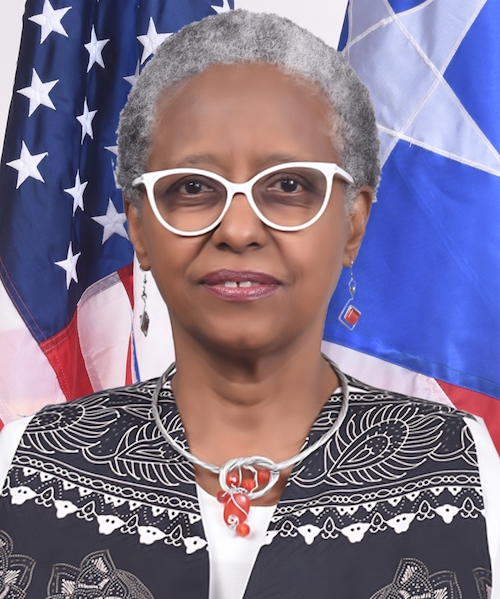
Una de las socias fundadoras y editoras, Ana Irma Rivera Lassén

El Tacón de la Chancleta es una publicación feminista con sede en San Juan, Puerto Rico, conocida por abordar cuestiones de género, defender los derechos de las mujeres y promover el discurso femenino dentro del ámbito cultural y social de la Isla. La primera edición preliminar de la revista se hizo el 30 de septiembre de 1974. En 1975, se publicaron rápidamente cinco ediciones. La revista fue fundada y editada por un amplio grupo de integrantes de la organización feminista Mujer Intégrate Ahora (MIA). Margarita Babb, Maritza Almestica Durán, Ronnie Lovler, Ana Rivera Lassén y Elizabeth Viverito Mark integraron el consejo editorial de la publicación mientras Consuelo Claudio se encargó de la portada. 
El nombre de la revista contiene un profundo significado simbólico. Explicado en la edición de enero de 1975, el nombre refleja en qué punto se encontraba la igualdad para las mujeres. Los autores comentaron que las mujeres eran valoradas y representadas de manera similar a una chancla, o sea, el nivel más bajo y con poca movilidad práctica. La adición del tacón es representativa de los escasos logros sociales de las mujeres, que, si bien se han ido incrementando, aún son limitados.

## Historia
El Tacón de la Chancleta  se estableció en 1974. Surgió durante un período de mayor conciencia feminista en Puerto Rico, impulsada por los movimientos más amplios de la segunda ola del siglo XX. La revista proporcionó una plataforma para que las mujeres expresaran sus experiencias, preocupaciones y aspiraciones. Esto llenó un vacío crucial en los medios de comunicación en ese momento. Esta segunda ola fue más allá del sufragio femenino y se caracterizó por desafiar el papel tradicional de la mujer, redefinir la feminidad, mejorar las protecciones y las condiciones de vida, así como aumentar las autonomía. Puerto Rico es un caso interesante, ya que estaba a la vanguardia de esta nueva ola de feminismo en comparación con otras sociedades de la región. También hay aspectos de la Isla que dinamizan su papel en los movimientos feministas. Por ejemplo, Puerto Rico no es un estado soberano ni un estado incorporado a los Estados Unidos. Allí, el feminismo es multidimensional y se cruza con otras cuestiones complejas de identidad y sociedad que incluyen, entre otras, el género y la sexualidad, el nacionalismo, el patriarcado, el colonialismo y el racismo, lo que coloca a Puerto Rico en una posición muy esencial pero aislada.  
Las organizaciones de base independientes fueron creadas por personas y defensores apasionados por generar cambios en la sociedad, la economía, la política y la cultura que deseban ver. Estos grupos eran particularmente comunes en las esferas de los derechos de género y el feminismo. La organización Mujer Intégrate Ahora (MIA) fue uno de los grupos feministas originales en Puerto Rico que marcó una tendencia. MIA surgió como respuesta a los apremiantes problemas de desigualdad de género, discriminación y violencia contra las mujeres en la Isla, por ejemplo, las esterilizaciones forzadas de mujeres. MIA participó en una variedad de actividades que incluyeron talleres educativos, manifestaciones públicas y campañas de promoción, con el objetivo de crear conciencia y desafiar al patriarcado. A través de MIA también llegó la producción de El Tacón de la Chancleta. Se originó como un boletín de la organización pero finalmente se desarrolló en formato de periódico y fue renombrado con esa metáfora. Los objetivos de la revista también se explican en el primer número, en el que se afirma que su producción en realidad seguía la línea de una tradición histórica al utilizar ese tipo de medio para los derechos de las mujeres y que la revista era una forma de cimentar la historia feminista. Se sabía que la publicación era controvertida y abarcaba temas desde el aborto, la violencia, la sexualidad hasta las responsabilidades éticas, a lo que se suma la amplia colección de académicas, abogadas, políticas, defensoras y pensadoras feministas que componen su junta fundadora.

## Contexto
El Tacón de la Chancleta es conocida por su enfoque en los eventos actuales y los problemas sociales que afectan a las mujeres durante ese tiempo. La publicación surge de la necesidad que las mujeres puertorriqueños sentían de establecer comunicación con otras mujeres de una manera que fuera diferente de otras publicaciones femeninas que se dedicaban “a condicionar a la mujer dentro de los patrones de sumisión e inferioridad”. El medio de noticias cubrió una amplia gama de temas, incluida la política, la cultura, el entretenimiento y los deportes, con el objetivo de ofrecer sus puntos de vista sobre diversos acontecimientos, tanto a nivel local como internacional. La publicación feminista puertorriqueña salió a la luz durante el Año Internacional de la Mujer en 1975. 

## Objetivo
El objetivo principal de El Tacón de la Chancleta es proporcionar un enfoque humorístico y satírico sobre los eventos y temas relevantes en Puerto Rico y explicar que la liberación humana es la liberación femenina. A través de su contenido, busca entretener a su audiencia mientras ofrece críticas y reflexiones sobre la sociedad, la política y el papel de las mujeres, el género, la cultura y otros aspectos de la vida contemporánea. Su estilo irreverente y lúdico le permite abordar temas serios de una manera accesible y cautivadora para sus lectores.

## Tipos de contenido
Incluye artículos de revista, entrevistas con mujeres influyentes, caricaturas políticas y fotos de mujeres en su medio laboral.

## Los valores
Los valores fundamentales de El Tacón de la Chancleta suelen reflejarse en su enfoque satírico de las noticias y la crítica social. Aunque el humor es central en su contenido, los valores subyacentes incluyen:
- Pensamiento crítico: El medio alienta a los lectores a cuestionar y analizar críticamente las normas sociales, las acciones políticas y los fenómenos culturales a través de su lente humorístico.
- Transparencia: Mientras presenta las noticias de manera satírica, la revista se esforzó por la transparencia al arrojar luz sobre verdades ocultas o exponer los absurdos del discurso público.
- Igualdad y justicia: Utilizar su plataforma para visibilizar injusticias, desigualdades y problemas sistémicos dentro de la sociedad, abogando por la equidad y el cambio social.
- Libertad de expresión: A través de su contenido satírico, El Tacón de la Chancleta defiende la libertad de expresión al desafiar tabúes, traspasar límites y ofrecer perspectivas alternativas sobre diversos temas.
- Entretenimiento: En última instancia, el objetivo del medio es entretener a su audiencia mientras ofrece ideas y comentarios sobre noticias actuales y problemas sociales.

Si bien el humor es el vehículo principal para transmitir estos valores, estos sustentan la sátira y proporcionan una base para el contenido del medio y su enfoque en las noticias y el comentario social.

## Impacto
El Tacón de La Chancleta ha tenido la mayor parte de su impacto en realzar la voz de las mujeres. Por ejemplo, la revista hace hincapié en documentar la historia de feminismo en Puerto Rico. Han escrito artículos sobre las luchas y los avances del feminismo en Puerto Rico para visibilizar esta historia y educar a todos. Además de la historia del feminismo, la revista ha hablado del aborto, los derechos de las mujeres, la orientación sexual, el sexismo, la educación y la violencia. Estos temas constituyen tabúes y la revista da un lugar donde las mujeres puedan hablar abiertamente. La revista se enfocó, además, en la salud de las mujeres de una manera en que otras revistas no lo hicieron. La revista ahora sirve de ejemplo para que las generaciones futuras continúen departiendo sobre estos temas y luchando por la igualdad de género. 

## Interés de grupos y la comunidad internacional
Hay unos pocos grupos que han mostrado interés en el trabajo de El Tacón de la Chancleta. La Mujer Intégrate Ahora (MIA) fue el grupo primario. Muchas de las posiciones de la MIA estaban en línea con las opiniones de la revista. Además, como la revista ha abordado temas de sexualidad, la Comunidad Orgullo Gay y la Alianza de Mujeres se ha interesado en ella. También llamó la atención de la comunidad internacional. El Tacón de la Chancleta estuvo presente en la Primera Conferencia de Mujeres en México en 1975. Este fue un evento de la ONU. La presencia de la revista aumentó el interés en ella y es probablemente parte de la razón por la que se preserva ahora. 

## Disponibilidad
Ejemplares de la revista se pueden encontrar en la Biblioteca Digital del Caribe y en la Colección Digital de la Universidad de Florida. La revista también es parte de las colecciones de la Universidad de Puerto Rico, Documentos del Feminismo Puerto Rico y la Colección Documentos del Feminismo Rivera Lassén–Crespo Kebler. La Colección Documentos del Feminismo Rivera Lassén–Crespo Kebler tiene más de 4000 documentos de más de 60 organizaciones feministas. (archipelagosjournal.org)
Copias Digitales:
- Digital Library of the Caribbean:  https://dloc.com/es
- University of Florida Digital Collections:  https://ufdc.ufl.edu/